# Massacre de policiers sri-lankais en 1990
Le massacre de policiers sri-lankais en 1990 survient le 11 juin 1990 lorsque l'organisation militante des Tigres de libération de l'Îlam tamoul (LTTE) perpètre un massacre de policiers (en) non armés, assimilable à une exécution, dans la province de l'Est du Sri Lanka. Ce jour-là, des membres des LTTE tuent plus de 600 policiers sri-lankais non armés, certains rapports estimant ce nombre à 774.

## Contexte

### intervention indienne
Selon l'accord indo-sri-lankais (en), la Force indienne de maintien de la paix (IPKF) arrive au Sri Lanka en juillet 1987. Leur présence dans le pays n'est pas populaire auprès du public et des politiciens sri-lankais. En janvier 1989, le gouvernement du président Ranasinghe Premadasa est élu. L'intention initiale du président Premadasa est d'élaborer un plan de paix avec les LTTE, qui mènent une campagne séparatiste sanglante dans le nord et l'est du pays. Premadasa est également mécontent de la présence indienne au Sri Lanka. En juin 1989, il conclut un accord de cessez-le-feu avec les LTTE. Dans une tentative de gagner ses dirigeants, Premadasa transfère une grande quantité d'armes à l'organisation (à leur demande), pour lutter contre l'IPKF. Fin 1989, Premadasa demande à l'IPKF de partir, en raison de l'opinion publique défavorable. Le Premier ministre indien Vishwanath Pratap Singh consent et retire ses forces.

### Rupture des pourparlers de paix
Une délégation gouvernementale sri-lankaise, conduite par le ministre des Affaires étrangères Abdul Cader Shahul Hameed (en), mène des pourparlers de paix avec les LTTE. Bien que les négociations semblent fructueuses dans un premier temps, aucun accord n'est trouvé sur des questions cruciales comme la dissolution du Conseil provincial du Nord-Est (en) et l'abrogation du sixième amendement à la Constitution. Anton Balasingham, stratège politique et négociateur en chef des LTTE, menace le gouvernement en déclarant : "C'est la dernière chance que nous vous donnons. Si vous échouez, nous sommes prêts à déclarer la guerre." La situation s'aggrave après que le ministre sri-lankais de la Défense (en), Ranjan Wijeratne (en), demande aux LTTE de déposer les armes. Le chef des LTTE, Velupillai Prabhakaran, refuse et les hostilités entre le gouvernement et les LTTE commencent à s'intensifier.

## Massacre
Le 11 juin 1990, vers 6 h 0 du matin, les LTTE encerclent le commissariat de Batticaloa et enlèvent trois policiers. Environ une heure plus tard, quelque 250 cadres armés des LTTE occupent le commissariat. Les policiers cingalais et leurs familles sont évacués à l'aéroport, tandis que les policiers tamouls sont conduits à l'église Sainte-Marie avec leurs familles. L'officier responsable par intérim et quatre autres policiers sont arrêtés. Les LTTE saisissent également 45 millions de roupies en espèces, des bijoux en or, 109 fusils T 56, 77 fusils T 84S, 28 mitrailleuses légères, 29 fusils à chargement automatique, 65 mitraillettes, 78 fusils .303 (en) et 78 pistolets SAR 80 du commissariat.
Les LTTE ordonnent à tous les commissariats de police de la province de l'Est d'être évacués avant 14 h 30, sous peine de conséquences. L'inspecteur général de la police (en), Ernest Perera (en), ordonne également aux policiers de se rendre à la demande du président Ranasinghe Premadasa. Les policiers déposent les armes après s'être vu promettre un sauf-conduit et une libération ultérieure.
Les officiers cinghalais sont ensuite envoyés dans des camps de l'armée ou de l'armée de l'air, tandis que les officiers tamouls sont logés dans des écoles. Les LTTE enlèvent 899 officiers. Environ 125 réussissent à s'échapper. Les prisonniers sont emmenés dans les jungles de Vinayagapuram (en) et de Trinquemalay. Après leur arrivée, les cadres des LTTE alignent les officiers, leur lient les mains dans le dos et les abattent. Au total, entre 600 et 774 policiers périssent.
Tous les policiers n'obtempèrent pas immédiatement. L'agent de police adjoint Ivan Boteju, qui est l'officier responsable du commissariat de Kalmunai, refuse de se rendre et continue à se battre avec les LTTE de 15 h 0 à 18 h 0. Il proteste, insistant sur le fait qu'ils "seraient torturés, voire tués [s'ils se rendaient]". Durant cette période, il demande à plusieurs reprises un appui aérien et d'artillerie, mais ses demandes sont refusées. Vers 17 h 20, l'inspecteur général contacte personnellement Boteju et leur ordonne de cesser le feu et de se rendre. Lorsqu'ils déposent les armes, les LTTE prennent le contrôle et toute communication avec le quartier général de la police de Colombo est coupée. Par la suite, les cadres des LTTE les emmènent dans la jungle de Tirukkovil et les exécutent.
À Kalmunai, les LTTE tirent également sur un convoi militaire, tuant dix soldats. On rapporte que 324 policiers tués sont cinghalais et musulmans. Tous sont emmenés dans la jungle de Tirukovil par les LTTE et abattus.
Selon l'UTHR(J) (en), la décision de tuer les policiers est prise par un dirigeant local appelé Cashier sans l'approbation des hauts dirigeants des LTTE et suscite des inquiétudes parmi les autres dirigeants locaux=.

## Conséquences
Les tentatives du ministre Shahul Hameed, négociateur en chef de la paix du Sri Lanka, pour libérer les officiers en détention sont vaines. Le massacre met officiellement fin au cessez-le-feu entre le gouvernement et les LTTE. Le 18 juin 1990, le ministre de la Défense Ranjan Wijeratne annonce depuis le parlement : "Désormais, c'est la guerre ouverte et sans demi-mesure". C'est le début de la guerre de l'Eelam II. À la suite des attaques des LTTE, l'armée doit abandonner des camps, notamment à Kokavil, Mankulam, Killinochchi, Kondachchi et Silavathurai. Ceci, combiné à l'abandon des commissariats de police, entraîne une perte territoriale considérable pour le gouvernement. Les LTTE ont également réussi à couper la route terrestre vers la péninsule de Jaffna. En juillet 1990, les LTTE contrôlent la majeure partie des provinces du Nord et de l'Est. Avant cet incident, les LTTE ne disposent d'aucune capacité de combat conventionnelle. Pendant la guerre de l'Eelam I, les LTTE ne sont qu'une simple organisation de guérilla.
Au moment du massacre, la délégation de paix des LTTE, composée de Jude (un spécialiste des communications des LTTE) et de deux cadres de l'aile militaire, se trouvent à l'hôtel Hilton Colombo (en). Ils sont transférés dans un camp militaire à Kalutara, sous la haute surveillance de la Force opérationnelle spéciale (en). Ils sont rendus aux LTTE quelques jours plus tard, indemnes. Selon le livre du major-général Sarath Munasinghe (en), "A Soldiers Version", l'opérateur radio des LTTE [Jude] a reçu un message de Prabhakaran : "Quoi qu'il arrive, assurez-vous d'apporter l'argent offert."
Le massacre provoque des émeutes de vengeance dans la vallée de Gal Oya, fomentées par des policiers. 26 tamouls sont tués par des foules cinghalaises.